# Chris Smith (musicien)
Pour les articles homonymes, voir Chris Smith et Smith.
Chris Smith est un musicien britannique, principalement connu pour avoir, à la fin des années 1960, occupé la place de guitariste rythmique et claviériste au sein du groupe de pop-rock Smile.
Il rencontre les autres membres du futur groupe, Tim Staffel et Brian May, en 1968, alors que ces derniers font partie du groupe 1984. C'est lui qui les persuade de hausser le niveau du groupe l'y intégrant et en recrutant un meilleur batteur, place qui échoit à Roger Taylor sur audition.